# کنت مارس
کنت مارس (انگلیسی: Kenneth Mars؛ ۴ آوریل ۱۹۳۵ – ۱۲ فوریهٔ ۲۰۱۱) یک هنرپیشه، و صدا پیشه اهل ایالات متحده آمریکا بود. وی بین سال‌های ۱۹۶۲ تا ۲۰۰۸ میلادی فعالیت می‌کرد.
از فیلم‌ها یا برنامه‌های تلویزیونی که وی در آن نقش داشته است، می‌توان به نمای پارالاکس، شیطون‌های کوچولو، پری دریایی کوچولو، بوچ کسیدی و ساندنس کید، فرانکنشتاین جوان، سایه‌ها و مه، گول‌خوردگان، تازه چه خبر دکتر؟، جادوی خشن، غیرقانونی مال شما و آبجو اشاره کرد.